# Link 4
Il Link 4 è uno dei primi Data Link tattici (collegamento di dati tattici) che sono stati sviluppati, per cui è estremamente semplice rispetto a quelli più recenti. È stato progettato per lo scambio di informazioni con e tra jet da combattimento. Negli Stati Uniti è noto come TADIL-C.
Il contenuto della sua messaggistica e il protocollo di trasmissione sono definiti dallo STANAG 5504, mentre la sua implementazione operativa è definita nel documento NATO ADatP-4.
Nel 2010 il Link 4 è caduto in disuso, essendo stato soppiantato dal Link 16.

## Introduzione
Questo Tactical Data Link è stato utilizzato principalmente per fornire ad una pattuglia di aerei in missione Combat Air Patrol (CAP) la posizione degli obiettivi durante un'intercettazione.
Adottato inizialmente alla fine degli anni ’50, il Link 4A si è guadagnato la reputazione di essere un sistema affidabile. Ma le trasmissioni su Link 4A non sono sicure, né resistenti al disturbo (jamming). Comunque, il Link 4A è semplice da utilizzare e manutenere senza causare seri o prolungati problemi di connettività.

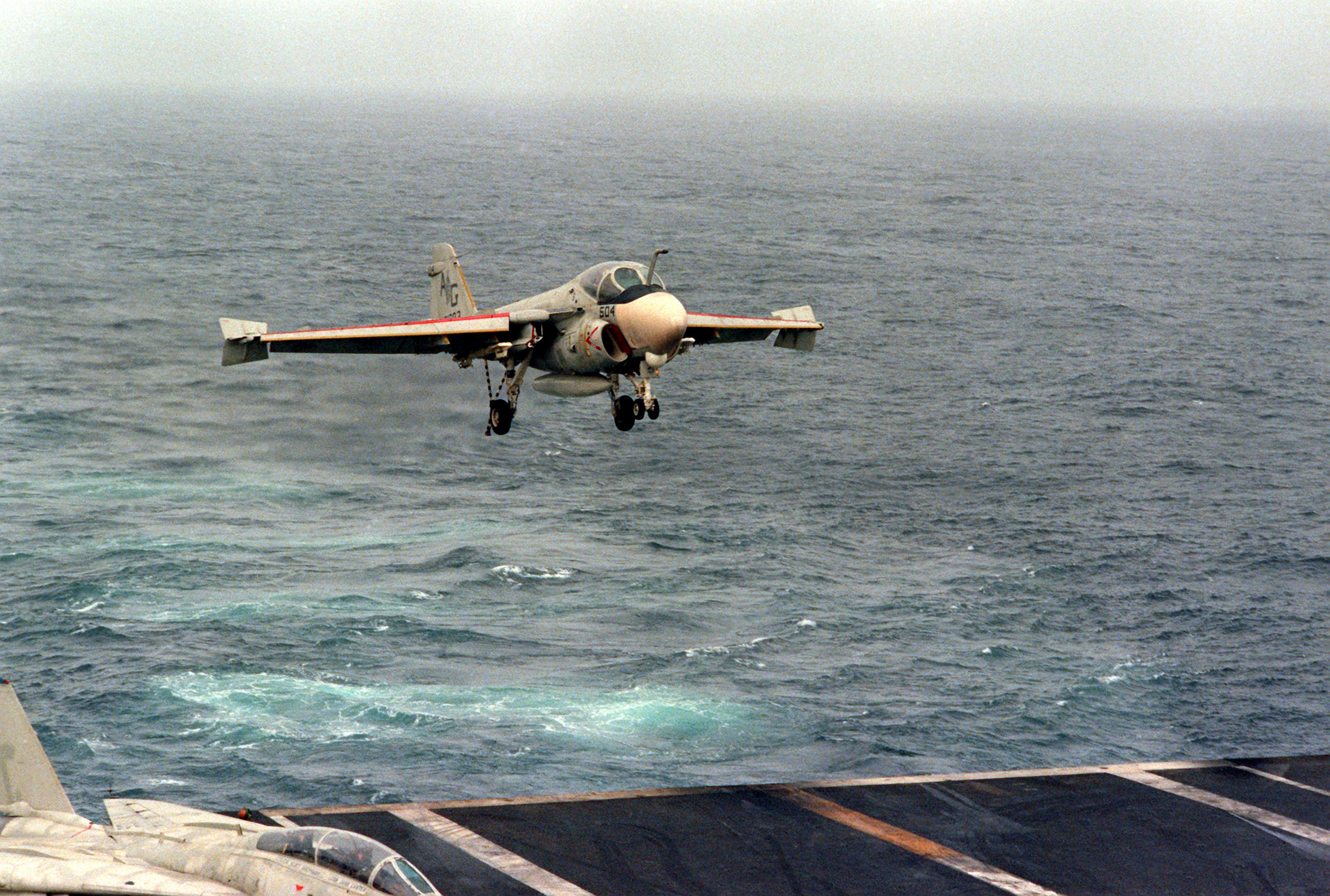
Un A-6 Intruder imbarcato, per cui il Link 4A forniva aiuto all’appontaggio

La capacità del Link 4 in termini di scambio di rilevamenti, al momento della sua progettazione, era stata derivata da quella dei mezzi di rilevamento degli aerei stessi e da quella dei sistemi di missione di elaborare le informazioni ricevute (in termini di potenza di calcolo e memoria tipicamente disponibili al momento della nascita di questo standard).
La situazione tattica estremamente ridotta che era riportata su velivoli non-C2, da parte di piattaforme C2, è stata adattata ai CONOPS (sigla inglese per concept of operations - Concetti Operativi) in vigore prima dell'avvento della Network Centric Warfare o NCW.
In questo contesto, il Link 11 era responsabile della diffusione dell'immagine tattica tra le piattaforme C2.
Sui velivoli moderni vengono utilizzati gli NPG (Network Participation Groups) Air Control e Non-C2-to-Non-C2 del Link 16 invece del Link 4.
Il Link 4 è un link con struttura a rete (netted), codifica di tipo TDM - Time Division Multiplexing (multiplazione a divisione di tempo) che opera nella banda UHF e offre un bit rate di 5.000 bit al secondo.

## Uso del Link 4 nelle forze armate USA

### Link 4A
Il Link 4A aveva un throughput di dati molto limitato, non implementava tecniche di resistenza ai disturbi ECM e poteva soddisfare solo un numero limitato di unità partecipanti (fino a 8). Fu, tuttavia, il primo collegamento dati ad essere integrato nei caccia per fornire un'unità C2 digitale ad un canale di comunicazione per questo tipo di aerei.
Il Link 4A poteva essere utilizzato come collegamento unidirezionale (ovvero, dove la trasmissione di messaggi di controllo va dall'unità di controllo all'aeromobile) o come collegamento a due vie. Alcuni aerei, ad es. l'USN S-3 Viking, erano equipaggiati solo per le comunicazioni unidirezionali. L'F-14 dell'USN e l'F/A-18 (sia nella versione della Marina che in quella dei Marines) sono in grado di comunicare a due vie e possono rispondere ai messaggi ricevuti. Le risposte possono contenere la loro posizione, il quantitativo di carburante disponibile e lo stato degli armamenti, nonché riporti di tracce del sensore di bordo. Il Link 4 è stato installato sulle navi della Marina USA e sugli E-2C Hawkeye, S3 e F-14. È stato inoltre installato su piattaforme A-6, EA-6B e F/A-18 gestite da Marina e Marines.
Dal punto di vista operativo, il Link 4A era l'equivalente dell’NPG Air Traffic Control (ATC) del Link 16 e permetteva lo scambio dei messaggi delle Serie V e Serie R, a supporto di:
- ACLS - Automatic Carrier Landing System (sistema automatico di appontaggio su portaerei)
- ATC - Air Traffic Control (controllo del traffico aereo),
- AIC - Air Intercept Control (controllo dell'intercettazione aerea)
- Strike Control (controllo dell’attacco)
- GCBS - Ground Bombing System (sistema di bombardamento del suolo)
- CAINS - Carrier Aircraft Inertial Navigation System (sistema di navigazione inerziale per aerei imbarcati)

### Link 4C

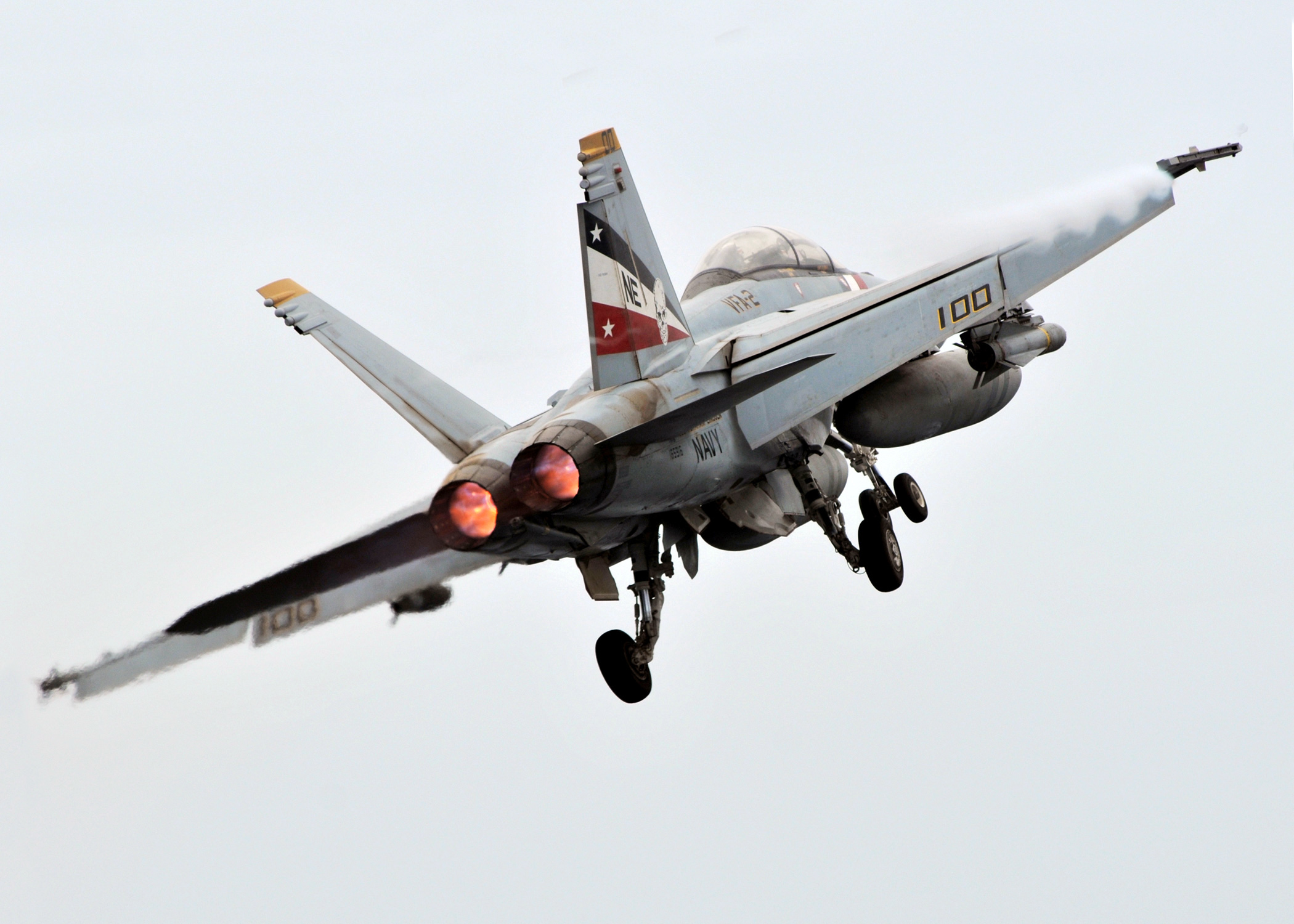
Un F/A-18F imbarcato, equipaggiato con il Link 4B

Link 4C è un collegamento dati da caccia a caccia progettato per integrare le funzionalità del Link 4A, sebbene i 2 collegamenti non comunichino direttamente tra loro. Esso utilizza i messaggi della serie F e fornisce in una certa misura della resistenza ai disturbi ECM. Il Link 4C è montato solo sull'F-14, che però non può comunicare simultaneamente sui Link 4A e 4C. Fino a 4 caccia possono partecipare ad una singola rete Link 4C. I caccia possono così scambiarsi dati posizionali, di stato e di destinazione. 
Il Link 4C è l'equivalente dell’NPG Non-C2-to-Non-C2 del Link 16.

### Sostituzione del Link 4A
È previsto che il Link 16 assumerà il ruolo del Link 4A nelle operazioni AIC e ATC ed il ruolo del Link 4C nelle operazioni da caccia a caccia. Tuttavia, il Link 16 non è attualmente in grado di sostituire la funzione ACLS del Link 4A, per cui è probabile che l'aereo controllato rimanga equipaggiato con il Link 4A per eseguire gli appontaggi sulle portaerei.